# Тигода
Тигода (рос. Тигода) — річка в Російській Федерації, що протікає в Новгородській та Ленінградській областях. Притока річки Волхов. Довжина — 143 км, площа водозабірного басейну — 2290 км².
На річці розташоване місто Любань.